# خطوط بروناي الملكية الجوية
خطوط بروناي الملكية الجوية (بالملايوية: Penerbangan DiRaja Brunei)‏(بالجاوية: ڤنربڠن دراج بروني)‏ هي شركة الطيران الوطنية لسلطنة بروناي، وهي مملوكة بالكامل من قبل حكومة بروناي، يقع المقر الرئيسي للشركة العاصمة بندر سري بكاوان، وتتخذ من مطار بروناي الدولي مركزاً لعملياتها، شكلت في عام 1974 بأسطول مبدئي مكون من طائرتين، يخدم سنغافورة، هونغ كونغ، كوتا كينابالو وكوتشينغ، وخطوط رويال بروناي الجوية تملك الآن أسطولا مكون من 10 طائرات، وتطير إلى 14 وجهة في جنوب شرق آسيا، والشرق الأوسط، وأوروبا، وأستراليا. وحازت على جائزة 'أفضل شركة طيران أجنبية' وون في فئة «جائزة أفضل لشركات الطيران» في جوائز السياحة صباح 2011.

## الوجهات

### اتفاقيات الرمز المشترك
لدى خطوط رويال بروناي الجوية اتفاقية الرمز المشترك مع الشركات التالية:
- طيران الهند[8]
- الخطوط الجوية الصينية[9][10]
- خطوط شرق الصين الجوية[11]
- غارودا إندونيسيا
- خطوط هونغ كونغ الجوية[12][13]
- الخطوط الجوية اليابانية[14]
- الخطوط الجوية الملكية الهولندية
- كوريا للطيران[15][16]
- الخطوط الجوية الماليزية
- Myanmar Airways International[17]
- الخطوط الجوية الفلبينية[18][19]
- الخطوط الجوية السنغافورية
- الخطوط الجوية الدولية التايلاندية
- الخطوط الجوية التركية[20][21]

## الأسطول

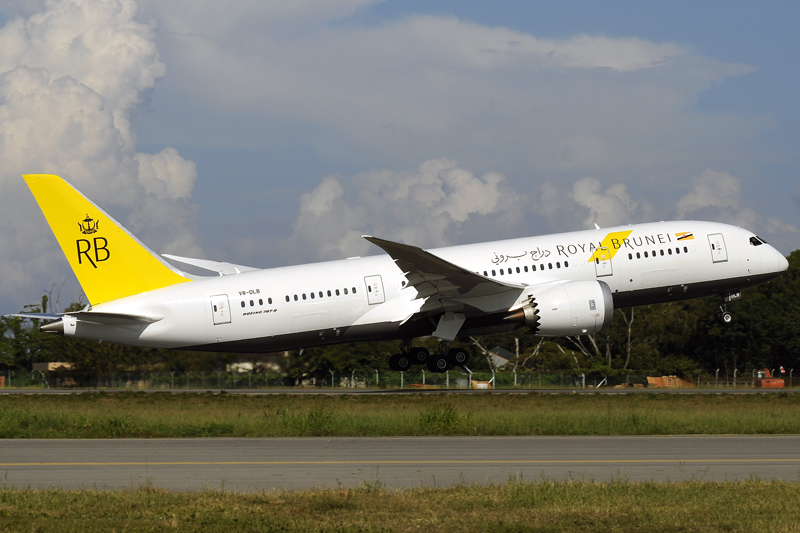
طيران بروناي، طائرة بوينغ 787 مغادرة مطار كينابالو الدولي.

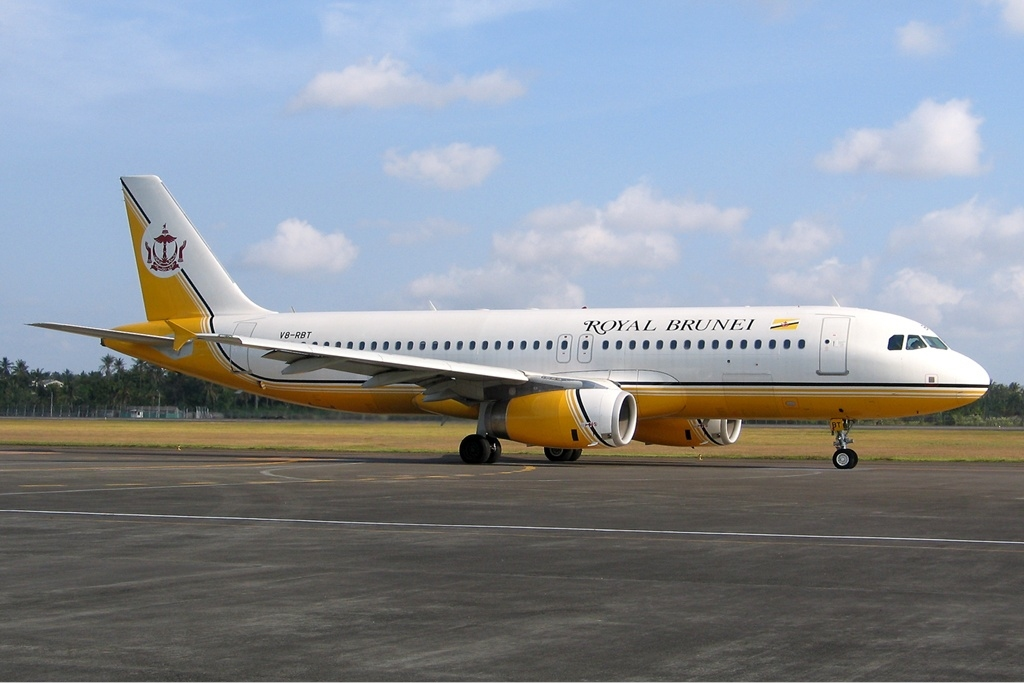
رويال بروناي طائرة إيرباص A320 في مطار نجوراه راي بالي.

### الأسطول الحالي

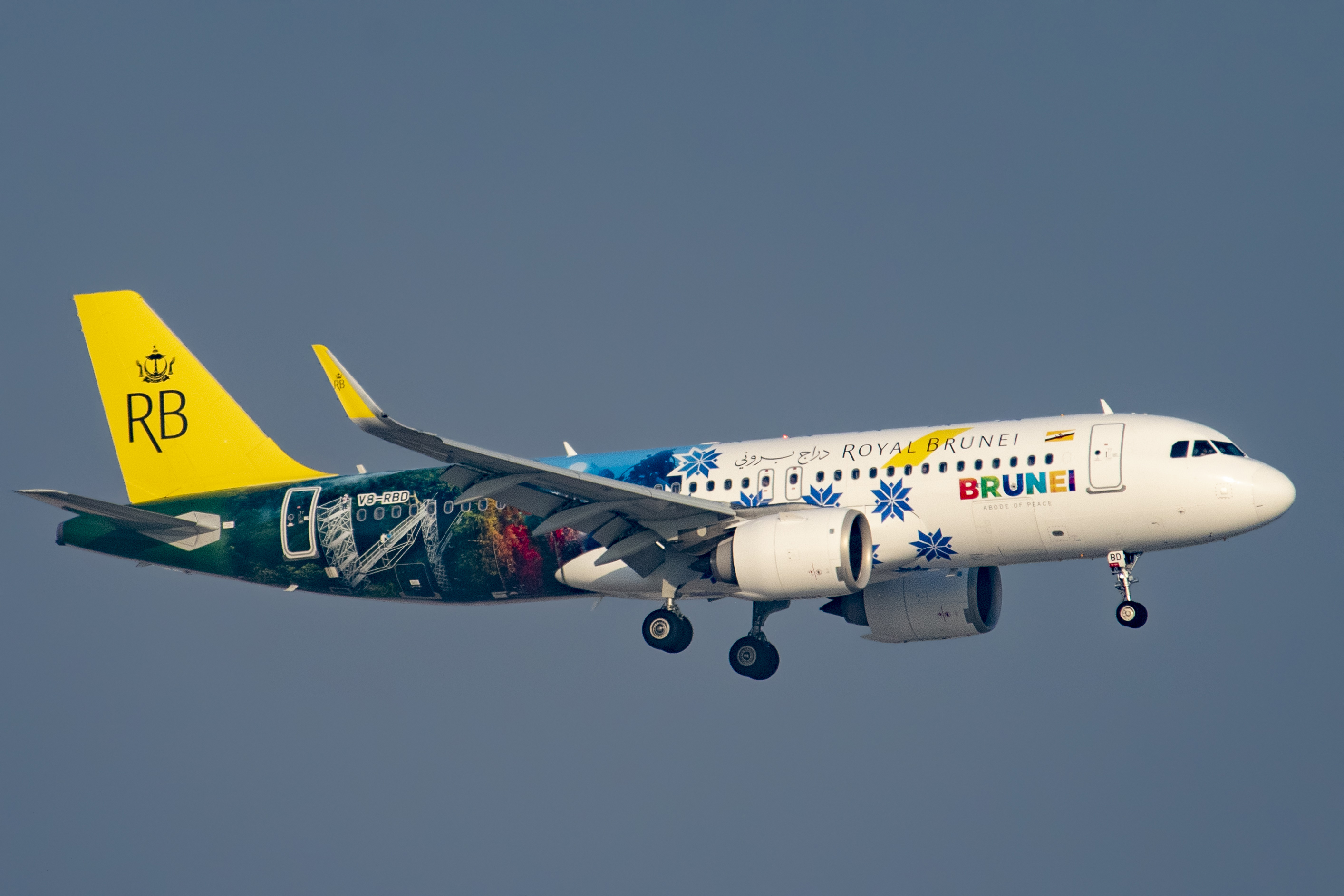
عائلة إيرباص إيه 320 نيو in the Brunei Tourism livery

اعتبارًا من مارس 2021، تشغل خطوط رويال بروناي الجوية الطائرت التالية:
| الطائرة                  | في الخدمة | مطلوبة | الركاب       | الركاب            | الركاب   | الركاب  | ملاحظات                       |
| الطائرة                  | في الخدمة | مطلوبة | رجال الأعمال | السياحية المتميزة | السياحية | المجموع | ملاحظات                       |
| ------------------------ | --------- | ------ | ------------ | ----------------- | -------- | ------- | ----------------------------- |
| إيرباص إيه 320           | 2         | —      | 12           | 18                | 120      | 150     |                               |
| عائلة إيرباص إيه 320 نيو | 7         | —      | 12           | 18                | 120      | 150     | واحدة منها حولت إلى طائرة شحن |
| بوينغ 787                | 5         | —      | 18           | 52                | 184      | 254     |                               |
| المجموع                  | 14        | —      |              |                   |          |         |                               |

### الأسطول التاريخي
كانت خطوط رويال بروناي الجوية تشغل الطائرات التالية في السابق:
| الطائرة             | المجموع | أدخلت       | سحبت        | ملاحظات                              |
| ------------------- | ------- | ----------- | ----------- | ------------------------------------ |
| إيرباص إيه 319      | 2       | 2003        | 2016        |                                      |
| بوينغ 727           | 1       | 1989        | 1995        |                                      |
| بوينغ 737           | 4       | 1975        | 1990        |                                      |
| بوينغ 757           | 8       | 1987        | 2004        |                                      |
| بوينغ 767           | 1       | 1987        | 1987        | مستأجرة من خطوط عبر العالم الجوية    |
| بوينغ 767 إي أر     | 1       | فبراير 1991 | ديسمبر 1991 | مستأجرة من خطوط لاتام الجوية         |
| بوينغ 767-200 إي أر | 1       | يونيو 1990  | نوفمبر 1992 |                                      |
| بوينغ 767           | 14      |             |             |                                      |
| بوينغ 767-200 إي أر | 6       | 2010        | 2014        | مستأجرة من الخطوط الجوية السنغافورية |
| فوكر 50             | 2       | 1994        | 1996        |                                      |
| فوكر 100            | 2       | 1996        | 2000        |                                      |